# 国立研究開発法人
国立研究開発法人（こくりつけんきゅうかいはつほうじん、英語: National Research and Development Agency）とは、日本の独立行政法人のうち主に研究開発を行う法人で、個別法によって定められたもの。
独立行政法人通則法の一部を改正する法律（平成26年法律第66号）によるもので、2015年（平成27年）4月1日より施行された。独立行政法人は、その業務の特性によって中期目標管理法人、国立研究開発法人、行政執行法人（従前の特定独立行政法人に対応）の3つに区分されることとなった。
研究開発を主たる事業とする独立行政法人は、研究開発の長期性、不確実性、予見不可能性、専門性などの特性を持つことから、該当する法人は、国立研究開発法人に変更され、国立研究開発法人は3区分の中で最も自由度が高い。
研究開発の成果を最大化することが望まれている一方で、「導入される主務大臣の関与強化が縄張り意識や省益の維持に向かう」、「（法人の評価が）お手盛り」になる、などの懸念も示されている。

## 特定国立研究開発法人
国立研究開発法人のなかでも、特に世界トップレベルの成果が期待される法人、具体的には理化学研究所と産業技術総合研究所に対しては「特定国立研究開発法人（スーパー法人）」として、特例法を設け特別な措置が取られる予定であったが、いわゆるSTAP細胞論文問題によって先送りとなった。
2015年（平成27年）12月18日、総合科学技術・イノベーション会議は「特定国立研究開発法人（仮称）の考え方の改訂（案）」を公表し、これまでの「総合的な研究機関」のほか「特定分野で卓越した研究機関」を追加した。これに伴い上記2機関の他に物質・材料研究機構を加えるとした。選定に際しては「研究成果の質」「研究分野の広がり」「研究成果の実用化」「自ら主体的に創造的な研究開発活動を行うことを主たる業務とする」の4条件が考慮された。2016年（平成28年）5月には、これら3機関を特定国立研究開発法人に指定する新法が成立し、同年10月1日より施行となった。
特定国立研究開発法人の特徴として、理事長の裁量によって研究者の給与を高額に設定することができるほか、日本国政府が特定の研究の実施を法人に要求することができること、また研究成果が十分でない場合には、監督省庁の国務大臣が理事長を解任する権限を持つことなどが規定されている。
類似の制度として、国立大学法人においては指定国立大学法人制度が整備されてきている。特定国立研究開発法人に指定される機関が法律で定められているのに対し、指定国立大学法人は文部科学大臣が指定する制度となっており、指定先の追加や廃止は法改正が不要となっている。

## 法律上の定義
「独立行政法人通則法の一部を改正する法律」は第186回国会で審議され、2014年6月に可決された。以下に改正された独立行政法人通則法第二条第三項より抜粋する。

## 法人一覧
太字は、2016年10月1日より特定国立研究開発法人。
内閣府所管
- 日本医療研究開発機構[17]

総務省所管
- 情報通信研究機構[18]

文部科学省所管
- 物質・材料研究機構[19]
- 防災科学技術研究所[20]
- 量子科学技術研究開発機構[21]
- 科学技術振興機構[22]
- 理化学研究所[23]
- 宇宙航空研究開発機構[24]
- 海洋研究開発機構[25]
- 日本原子力研究開発機構[26]

厚生労働省所管
- 医薬基盤・健康・栄養研究所[27]
- 国立がん研究センター[28]
- 国立循環器病研究センター[29]
- 国立精神・神経医療研究センター[30]
- 国立成育医療研究センター[31]
- 国立長寿医療研究センター[32]

農林水産省所管
- 農業・食品産業技術総合研究機構[33]
- 国際農林水産業研究センター[34]
- 森林研究・整備機構[35]
- 水産研究・教育機構[36]

経済産業省所管
- 産業技術総合研究所[37]
- 新エネルギー・産業技術総合開発機構[38]

国土交通省所管
- 土木研究所[39]
- 建築研究所[40]
- 海上・港湾・航空技術研究所[41]

環境省所管
- 国立環境研究所[42]